# 川田由美子
川田 由美子（かわだ ゆみこ ）は、日本の女子プロレスラー。身長163cm、体重61kg、血液型B型。埼玉県春日部市出身。元イーグルプロモーション（イーグルプロレス）所属で、現在はフリーランス。

## 経歴・戦歴
2003年12月14日、栃木・小山市文化センター小ホールにおいて、対シャーク土屋戦でデビュー。
2004年8月29日、総合格闘技参戦も、篠原光にV1アームロックを決められ敗戦。
2005年4月23日、JDスター『格闘美Jupiter』に参戦。
2006年にはガロガの興行に参戦。
2006年11月12日以降イーグルプロレスでの試合はない。
2006年12月31日、浅草寺初詣プロレス(東京・浅草インディーズアリーナ)にてただの亜利弥’と対戦。スクールボーイで敗北。
2007年5月5日、インディーガールズファイティング（板橋グリーンホール）に参戦。
2008年5月3日、インディーガールズファイティング（板橋グリーンホール）に参戦。
イーグルプロモーション退団後は「UGPマスク」として活動してきたが、2010年8月23日の「T-1スペシャル～二見祭り～」でマスクを脱いだ。現在はインディー団体を転戦している。
2011年11月20日、イーグルプロレス「全部EAGLE祭り」においてバトルロイヤルに参加。
2012～2015年にはクズプロに参戦。
2018年10月23日、プロレスラーであるナカタ・ユウタとの結婚を発表。
週末は地元でキッチンカーによる出店をしている。

## 得意技
- フライング・ネックブリーカー

## 戦績

### プロ総合格闘技
| 総合格闘技 戦績 | 総合格闘技 戦績 | 総合格闘技 戦績 | 総合格闘技 戦績 | 総合格闘技 戦績 | 総合格闘技 戦績 | 総合格闘技 戦績 |
| --------------- | --------------- | --------------- | --------------- | --------------- | --------------- | --------------- |
| 1 試合          | (T)KO           | 一本            | 判定            | その他          | 引き分け        | 無効試合        |
| 0 勝            | 0               | 0               | 0               | 0               | 0               | 0               |
| 1 敗            | 0               | 1               | 0               | 0               | 0               | 0               |

| 勝敗 | 対戦相手 | 試合結果               | 大会名      | 開催年月日    |
| ×    | 篠原光   | 1R 2:50 V1アームロック | Love Impact | 2004年8月29日 |